# Cobaltzippeite
La cobaltzippeite è un minerale.